# Mimì Aguglia
Gerolama Aguglia, detta Mimì (Palermo, 21 dicembre 1884 – Woodland Hills, 31 luglio 1970), è stata un'attrice italiana del teatro dialettale siciliano.

## Biografia
Esordì nel 1904 nella compagnia di Nino Martoglio, accanto a Giovanni Grasso e Angelo Musco. Compì numerose tournée all'estero e si stabilì infine negli Stati Uniti d'America.
Figlia dell'attrice teatrale Giuseppina Aguglia e madre dell'attrice cinematografica Argentina Brunetti, ebbe un temperamento istintivo e impetuoso.

## Filmografia
- Il mio corpo ti scalderà (The Outlaw), regia di Howard Hughes (1943)
- Una campana per Adano (A Bell for Adano), regia di Henry King (1945)
- Carnevale in Costarica (Carnival in Costa Rica), regia di Gregory Ratoff (1947)
- L'urlo della città (Cry of the City), regia di Robert Siodmak (1948)
- Il bacio di mezzanotte (That Midnight Kiss), regia di Norman Taurog (1949)
- La legge del silenzio (Black Hand), regia di Richard Thorpe (1950)
- Il deportato (Deported), regia di Robert Siodmak (1950)
- Il messicano (Right Cross), regia di John Sturges (1950)
- L'uomo che ingannò se stesso (The Man Who Cheated Himself), regia di Felix E. Feist (1950)
- La rosa tatuata (The Rose Tattoo), regia di Daniel Mann (1955)